# Isabell Brenner
Isabell Brenner (* 25. Juni 1980 in Kirchen) ist eine deutsche Schauspielerin.

## Leben und Karriere
Isabell Brenner wurde in der Kleinstadt Kirchen in Rheinland-Pfalz geboren. Sie absolvierte eine Schauspielausbildung an der Theaterakademie Köln von 1999 bis 2003. Seitdem hatte sie Engagements an diversen Kölner und Berliner Theatern.
Ihr Fernsehdebüt gab sie 2002 in einer Gastrolle der Serie Die Nesthocker – Familie zu verschenken. Nach Auftritten in Wilsberg und der letzte Zeuge und Danni Lowinski wurde sie vorwiegend in Fernsehkrimis besetzt. Außerdem spielte sie als transsexuelle Simone Jacobi in Die Sitte: Traumfrau sowie als Karla Fischer in R.I.S. – Die Sprache der Toten: Augen des Todes. Von 2009 bis 2010 spielte Brenner als Steffi Kunz eine durchgehende Hauptrolle in der ARD-Serie Lindenstraße. Neben einigen Kurzfilmen im Kino spielte sie in Kaspar Heidelbachs Berlin 36. 2016 war sie in einer Episodenhauptrolle in Der Kriminalist im ZDF zu sehen. Nachdem sie eine Ausbildung zur Autorin für Film und Fernsehen in Berlin absolvierte, arbeitet sie seit 2018 auch als freie Drehbuchautorin.
Brenner arbeitet zudem als Autorin für Theater- und Transmediaprojekte und als Sprecherin. Sie arbeitet und lebt mit ihrer Familie in Berlin.